# Ephippiger bormansi
Ephippiger bormansi är en insektsart som beskrevs av Brunner von Wattenwyl 1882. Ephippiger bormansi ingår i släktet Ephippiger och familjen vårtbitare. Inga underarter finns listade i Catalogue of Life.